# Región de Savonia del Sur
Savonia del Sur (en finés: Etelä-Savo; en sueco: Södra Savolax) es una región de Finlandia Oriental y comparte frontera con Savonia del Norte, Karelia del norte, Karelia del Sur, Kymenlaakso, Päijänne Tavastia, y Finlandia Central.

## Municipios
Savonia del Sur tiene 12 municipios:
| - Enonkoski - Hirvensalmi - Juva - Kangasniemi - Mikkeli - Mäntyharju | - Pertunmaa - Pieksämäki - Puumala - Rantasalmi - Savonlinna - Sulkava |